# Langues aux Comores
Dans l'union des Comores, les langues principalement utilisées sont les langues du groupe comorien (ou shikomori) et le français. Dans une moindre mesure on trouve des locuteurs en malgache, en arabe, en kiswahili, en dialecte gujarâtî comme le katchi. Les dialectes comoriens sont d'origine bantoue de la sous-famille orientale. Le français est la langue administrative, l'arabe la langue religieuse.

## Dialectes comoriens
Le comorien est un groupe de langues bantoues contrairement à ce que certains pensent le comorien n’est pas un dialecte du swahili. Sur la Grande Comore, on parle le grand-comorien (shingazidja), sur Mohéli, le mohélien (shimwali), sur Anjouan, l'anjouanais (shindzuani) et le shimaore à Mayotte. 
Leur usage est presque essentiellement oral.
Ces langues sont parlées par toute la population, soit environ 640 000 locuteurs dans l'Union, et la quasi-totalité de la population à Mayotte

## Français
Au 1er trimestre 2014, l'encyclopédie Wikipédia en langue française est la plus consultée aux Comores avec 89 % des pages vues, devant celles en langue anglaise (7 %) et en langue arabe (4 %).
En mai 2014, la langue française est la plus utilisée dans les posts sur Facebook avec 88 %, devant la langue anglaise (8 %) et la langue arabe (4 %).
Cependant, l'accès à Internet est très limité dans le pays, vu la grande pauvreté : environ 3 500 personnes ont accès à Internet, surtout l'élite du pays les ressortissants étrangers (dont les touristes de passage, dont des touristes anglophones) et les coopérants (le plus souvent francophones).

## Arabe
L'arabe est surtout une langue étudiée pour la religion (islam). Même s'il est largement enseigné avec les Madrasas (écoles religieuses), il est très peu parlé en langue courante, car les Comoriens voyagent rarement dans les pays arabes (sauf pour le pèlerinage à la Mecque). La raison est aussi qu'il y a plusieurs dialectes arabes, assez différents de l'arabe enseigné. Si l'arabe est surtout enseigné lors de l'enfance et l'adolescence, il est en grande partie oublié à l'âge adulte par ceux qui l'avaient appris autrefois. Le français et l'anglais sont des langues commerciales plus importantes, pour la diaspora comorienne (dont une grande partie vit en France).

## Anglais
L'anglais est surtout présent pour le tourisme et est parlé par 3 000  à   4 000 Comoriens, dont un grand nombre d'étudiants et de personnel du tourisme.

## Autres langues
Langue administrative, le français n'est la langue maternelle que d'un très faible pourcentage de locuteurs comoriens. Dans l'Union, les familles Sabénas parlent aussi le malgache en tant que langue maternelle. Les Indiens musulmans présents sur ces îles, de différentes obédiences chiites, parlent en outre leurs langues d'origine, apparentées au gujarâtî.
Les plus anciens maîtrisent peu le français. En revanche, les plus jeunes le parlent tous. C'est en effet une langue essentielle pour les études. La situation est donc contraire à celle de Madagascar.
L'arabe est étudié à des fins religieuses. Même si l'islam est la religion dominante aux Comores, peu de locuteurs savent bien le parler. Beaucoup se contentent d'apprendre l'alphabet arabe, utilisé traditionnellement pour l'écriture des langues comoriennes.

## Politique linguistique en union des Comores
La Constitution de l'union des Comores de 1985 prévoyait, dans son article 2, deux langues officielles, le français et l'arabe. La Constitution de 2002 (article 1 § 6) ajoute le shikomori, désigné langue nationale, à ces deux dernières. Les lois sont rédigées et promulguées en français. L'article 26 § 3 de la Constitution fait obligation aux députés de savoir lire, écrire et parler le shikomori et l'une des deux autres langues officielles. Justice et administration emploient massivement le français.
L'enseignement est dispensé en comorien pour les plus jeunes, puis de plus en plus en français. La scolarité au lycée se fait en principe entièrement en français. Les élèves apprennent l'arabe à partir du secondaire, ils ont en principe acquis l'alphabet arabe en médersa avant 12 - 13 ans.